# Junella
Die HMS Junella war ein 1975 gebauter britischer Trawler, den die Royal Navy 1982 im Falklandkrieg als Minensuchboot einsetzte. Nach dem Krieg fuhr er unter verschiedenen Namen für mehrere Eigner wieder in der Fischerei und wurde 2006 abgewrackt.

## Bau und technische Daten
Das Schiff wurde vom Fischereiunternehmen „J. Marr & Son Ltd.“ aus Kingston upon Hull, beauftragt und bei der zu Swan Hunter gehörenden Clelands Shipbuilding Company in Wallsend unter der Baunummer 332 auf Kiel gelegt. Beim Stapellauf am 9. September 1975 erhielt es den Namen Junella – ein Mädchenname, der wie bei allen Schiffen des Unternehmens auf „-ella“ endete. Am 1. Dezember des Jahres erfolgte die endgültige Fertigstellung und Ablieferung an die Reederei.
Ihre Länge betrug 55,0 Meter, sie war 13,09 Meter breit und wies einen Tiefgang von 8,08 Metern auf. Ihre Tonnage betrug 1615 BRT bzw. 602 NRT. Der Antrieb bestand aus einem Zwölfzylinder-Mirrlees Blackstone-Dieselmotor aus Stockport, der 3180 bhp erzielte und auf eine Schraube wirkte. Er ermöglichte eine Geschwindigkeit von 15,5 Knoten, die Seeausdauer betrug 60 Tage. Die Mannschaft bestand aus 26 bis 30 Mann. Als Bewaffnung wurde sie in der Royal Navy mit ein bis zwei 20-mm-Oerlikon-Kanonen und Handfeuerwaffen ausgestattet.

## Geschichte

### TrawlerJunellain Hull
Nach Ablieferung ließ „J. Marr & Son“ die Junella am 5. Dezember 1975 wie alle Schiffe des Unternehmens in Hull registrieren. Dem Trawler wurde das Fischereikennzeichen H 294 zugewiesen. Das seit dem 19. Jahrhundert tätige Unternehmen war eine der beiden großen Fischereifirmen in Hull. Die Schiffe der Reederei wurden dort aufgrund ihrer gelben Farbgebung auch als „Bananenboote“ bezeichnet und vornehmlich im Nordatlantik im Kabeljaufang eingesetzt. Am 28. Oktober 1980 lief die Junella während eines Sturmes vor der schottischen Küste an der Insel Skye nordwestlich von Eilean Trodday auf Grund und musste anschließend nach Hull zur Reparatur ins Trockendock.

### Minensucher im Falklandkrieg

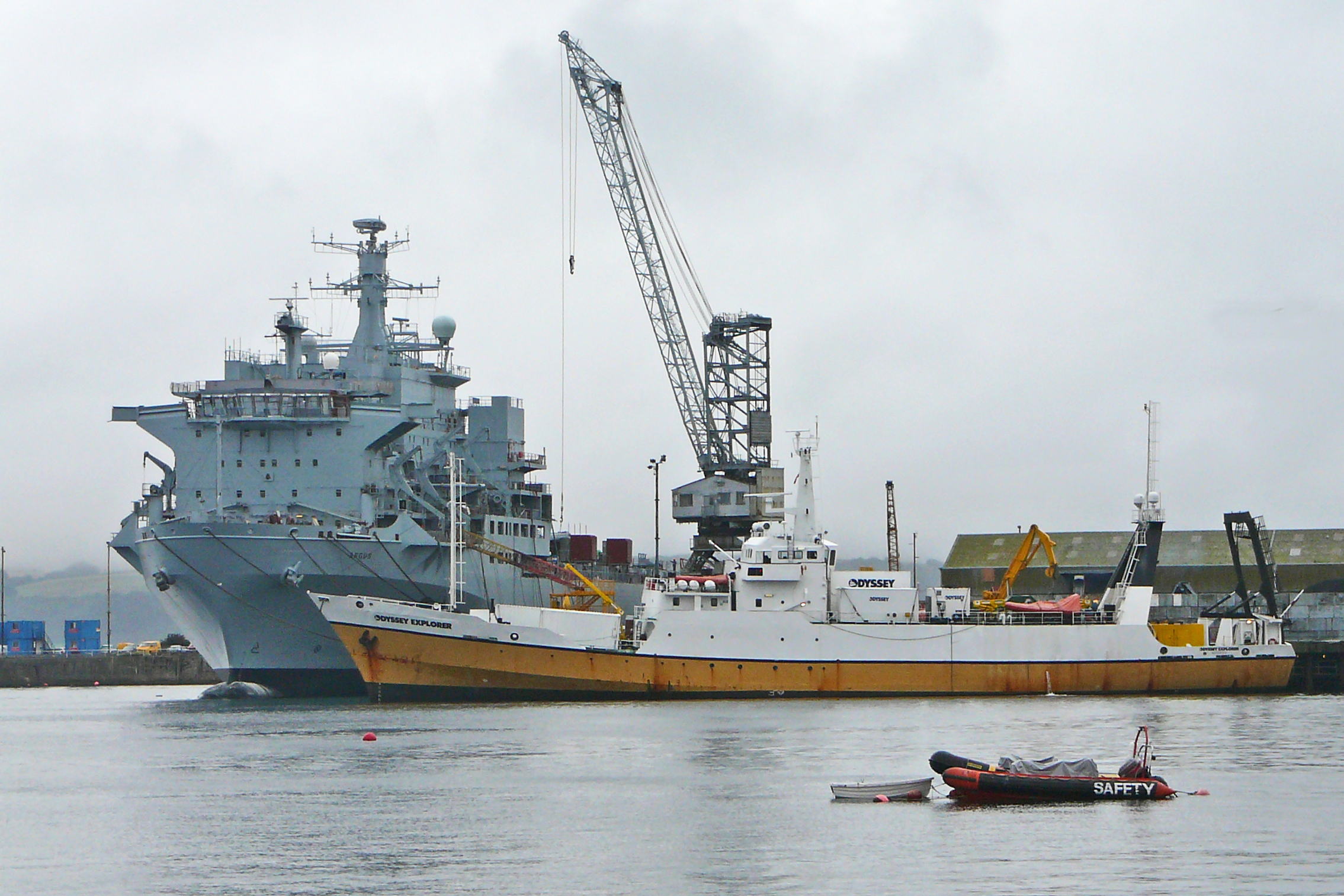
Die frühere Farnella im Jahr 2009 als Odyssey Explorer

Nach Beginn des Falklandkrieges requirierte das Verteidigungsministerium des Vereinigten Königreichs die Junella zusammen mit den ebenfalls zu J. Marr gehörenden Trawlern Cordella, Farnella und Northella sowie von dem in Hull ansässigen Unternehmen „British United Trawlers“ den Trawler Pict, um sie als Minensucher einzusetzen. Bei der Auswahl auf die Trawler griff die Marine auf Pläne aus dem Kalten Krieg zurück, da die Minensuchboote der Town-Klasse nicht die Reichweite sowie Seefestigkeit für Operationen im Südatlantik aufwiesen und die Minensuchboote der Hunt-Klasse nicht einsatzbereit waren.
Dazu fasste die Navy die fünf unterschiedlichen Schiffe zur Cordella-Klasse zusammen, die zusammen die eigens für den Einsatz aufgestellte „11th Mine Countermeasures Squadron“ bildeten. Die Junella wurde am 11. April angefordert und vom 15. bis 24. April in den Rosyth Dockyards zum Minensucher umgerüstet. Dazu erhielt sie Kommunikationsgeräte für den Marinegebrauch, eingelagertes Minengeschirr aus dem Zweiten Weltkrieg und eine Bewaffnung von einem oder zwei 20-mm-Oerlikon-Geschützen. Als HMS Junella wurde sie wieder in Dienst gestellt und mit Mannschaften des Town-Klasse Minensuchers HMS Bickington besetzt.
Am 27. April verließ der Verband Portland und lief über Ascension nach Südgeorgien, die er am 28. Mai erreichte. Auch die großen Truppentransporter Queen Elizabeth 2, Canberra und Norland wurden nach Südgeorgien geleitet, wo sie außerhalb der Reichweite der argentinischen Luftwaffe entladen wurden. Den Transfer von Truppen, Munition und Material von der QE2 zur Canberra und Norland übernahmen die Junella und die anderen Boote des „11th Mine Countermeasures Squadron“, ebenso weitere Materialtransporte. In den Nächten des 12. bis 14. Juni war die Junella eines der Boote, die verdeckte Operationen zur Versorgung von SAS- und SBS-Teams an der Küste der Falklands durchführte.
Nach der Kapitulation der argentinischen Truppen räumten die Trawler des Verbandes ab 21. Juni die argentinischen Minenfelder vor Port Stanley. Die Junella entfernte vier der zehn gefundenen Seeminen. Eine der von den Briten erbeuteten zehn Minen wurde nach Großbritannien verbracht, den Transport übernahm die Junella.

### Fischtrawler unter wechselnden Besitzern
Nachdem die Navy das Schiff an J. Marr & Sohn im Oktober 1982 zurückgegeben hatte, verkaufte das Unternehmen den Trawler am 19. Juli 1983 nach Grönland an Den Kongelige Grønlandske Handel. Diese ließ den Trawler auf einer dänischen Werft überholen, benannte ihn in Siku um und setzte ihn in der Kabeljaufischerei ein. Nach Abspaltung mehrerer Tochterunternehmen – darunter die Grønlands Hjemmestyres Trawlervirksomhed (GHT, die staatliche Trawlerflotte) – verkaufte sie das Schiff 1985 nach Norwegen an die A/S K/S Vesttraal, wo es den Namen Vesttraal erhielt.
Nach etwa zwei Jahren kaufte der ursprüngliche Besitzer J. Marr & Son den Trawler 1987 zurück und setzte ihn bei der Tochterfirma Stanmarr in Port Stanley auf den Falklands als Hill Cove für ein paar Jahre ein. Am 2. Juni 1991 verkaufte sie ihn an das Unternehmen Fripur in Montevideo, wo er wieder den Namen Junella erhielt. Diese übertrug das Schiff 1995 an die Grinfin SA, die die Junella ein Jahr später am 30. Juni 1996 in Quequen in Argentinien registrieren ließ. Nach einem Brand am 19. Juli 1999 und der Strandung wurde der Trawler 2006 im argentinischen San Antonio Oeste abgewrackt.